# Dokhu
Dokhu (en népalais : दोखू) est un comité de développement villageois du Népal situé dans le district de Taplejung. Au recensement de 2011, il comptait 4 111 habitants.